# I. Margit dán királynő
I. Margit (dánul: Margrete Valdemarsdatter), (1353 márciusa – 1412. október 28.) Dánia, Norvégia és Svédország királynője, a kalmari unió megalapítója, mellyel több mint egy évszázadra egyesítette Skandinávia országait.

## Házassága
Margit 1353 márciusában született IV. Valdemár dán király és Helvig Estridsen schleswigi hercegnő hatodik, legfiatalabb gyermekeként.  Mindössze  hatéves volt mikor eljegyezték az akkor tizennyolc éves VI. Haakonnal, Norvégia királyával, aki IV. Magnus svéd király fia volt. A házassági szerződéssel valószínűleg egy katonai szövetség is együtt járt és Valdemár segítséget nyújtott Magnusnak, annak lázadó fia, XII. Erik ellen. Valdemár a szerződéssel szerette volna visszakapni Skåne tartományt, amelyet 1332-ben zálogosítottak el Svédországnak. A házassági szerződés valóban tartalmazta a helsingborgi vár visszajuttatását, de Valdemár többet akart, és 1359-ben seregével átkelt az Øresundon és megszállta Skånét, látszólag Magnust támogatva fia ellen. 1359 júniusában a lázadó herceg, Erik váratlanul meghalt, a svéd király pedig, mivel már nem volt szüksége katonai segítségre, minden megállapodást semmisnek tekintett, beleértve Margit és Haakon eljegyzését is. 
Valdemár azonban nem vonult ki Skånéból, sőt seregét hajóra rakva, átkelt Gotland szigetére és elfoglalta Visby városát. Visby a Hanza-szövetséghez tartozott, így a svéd király és a Hanza egyesítették erőiket a dánok ellen. Ezzel egyidejűleg Magnus király tárgyalásokat kezdett a holsteini herceggel, annak lánya és Haakon közötti házasságról.  A hercegnő el is indult 1362 decemberében Svédországba. Hajója azonban viharba került és a dán fennhatóság alá tartozó Bornholm szigetére kényszerült. A hercegnőt Lund érseke elé vitték, aki kijelentette, hogy a házassággal megszegné az egyház törvényét, mivel Haakon már Margittal volt eljegyezve. Mindeközben az egyesített Hanza–svéd seregek sem tudtak sok sikert felmutatni, kénytelen voltak feladni Helsingborg ostromát is. A szembenálló felek végül békét kötöttek és Magnus elismerte az eljegyzés jogosságát. Az akkor tízéves Margit Koppenhágában házasodott össze Haakon királlyal és utána férjéhez költözött Norvégiába.

## Régens és kormányzó
IV. Valdemár 1375-ben meghalt és nem hagyott fiú örököst maga után. A két lehetséges trónörökös Margit  ötéves  fia, Olaf és Margit legidősebb nővérének, Ingeborgnak Albert nevű fia volt. Ingeborg azonban ekkorra már meghalt és Margit maga mellé állítva a dán nemességet, sikeresen biztosította fia számára a koronát. Kiskorú fia helyett Margit uralkodott régensként. Mikor Haakon 1380-ban meghalt, Olaf megörökölte a norvég trónt is. 1387-ben a tizenhét éves Olaf váratlanul meghalt és a következő évben Margitot Dánia és Norvégia kormányzójává választották. Már azelőtt is ügyesen és hozzáértően uralkodott, sikerült visszaszereznie Schleswiget is Holstein-Rendsburg grófjaitól, akiknek azt már több mint egy nemzedék óta elzálogosították. Mivel a gyakran lázadozó jütlandi nemesség főleg Schleswigből és Holsteinből kapott támogatást, ezzel az ő lábuk alól is kihúzta a talajt. Miután sikeresen stabilizálta helyzetét Dániában, Margit Svédország felé fordíthatta a figyelmét, ahol az elégedetlenkedő nemesek nyílt lázadásba kezdtek a népszerűtlen Albert király ellen. A svéd főnemesek egy része felajánlotta Margitnak, hogy ha segít elűzni Albertet, akkor elismerik az ország kormányzójának. Margit sereget gyűjtött és megindult Svédország felé.
1388 márciusában a Dalaborg várban tartott gyűlésen a svéd nemesség elfogadta Margit minden feltételét és kormányzójuknak választották. Egy évvel később a Mecklenburgba menekült Albert egy zsoldossereggel visszatért, ám megfutamították és fogságba esett. Margit immár mindhárom királyság teljhatalmú úrnője lett.

## Pomerániai Erik
Mivel életben lévő gyermeke nem volt, Margitnak meg kellett neveznie örökösét. 1389-ben örökbe fogadta nővérének, Ingeborgnak az unokáit, Pomerániai Eriket és Katalint. A hétéves Eriket trónörökössé nyilvánította, és a nevében régensként uralkodott tovább. A öröklés biztosítása érdekében 1397 júniusában egy hármas országgyűlést hívtak össze Kalmarba és június 17.-én, Szentháromság napján Eriket Dánia, Norvégia és Svédország királyává koronázták. A három skandináv királyság egy unióban egyesült, ám mindegyik megtartotta a saját törvényeit és szokásait és külön kormányozták őket.
Néhány évvel később a tizennyolc éves Eriket nagykorúvá nyilvánították, de a gyakorlatban Margit uralkodott, egészen a haláláig.

## Politikája

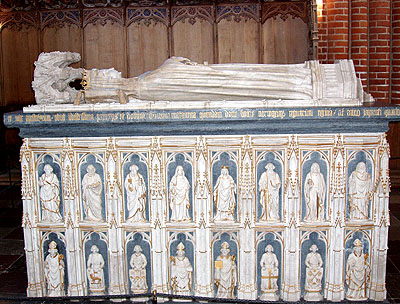
I. Margit sírja a roskildei katedrálisban.

Bár Margit megtartotta a korábbi Államtanácsot (vagy Titkos Tanácsot), de befolyását a minimálisra csökkentette és bizonyos pozíciókat be sem töltöttek. A törvényes rendet szigorúan betartották és a nemesi túlkapásokat megtorolták.
Margit minden volt királyi birtokot (több százat) visszaszerzett, amelyeket még a IV. Valdemár előtti zavaros időkben adtak zálogba vagy adományoztak el. Dániában pénzreformot hajtott végre és a régi elértéktelenedett rézpénzt jó ezüsttel cserélte le.
Kalandortermészetű apja ellentéteként, külpolitikájában óvatos és semleges volt, mindazonáltal a volt dán birtokokat igyekezett visszaszerezni, Gotland szigetét visszavásárolta Mecklenburgi Alberttől és a livóniai lovagrendtől…
1402-ben tárgyalások kezdődtek IV. Henrik, Anglia királya és Margit között egy kettős házasságról, melyben Erik feleségül vette volna az angol király lányát, Filippát, Katalin pedig nőül megy Henrik fiához, a leendő V. Henrikhez. A százéves háborúban lekötött Anglia így próbált szövetségest szerezni Franciaország ellen, de az északi királyságok csak egy szigorúan védelmi szövetségre voltak hajlandóak. Erik és Filippa házasságára azonban így is sor került. Erik húga, Pomerániai Katalin (1390–1426) 1407-ben Pfalzi Jánoshoz (Johann von Oberpfalz, 1383–1443), a Rajnai Palotagrófság uralkodójához ment feleségül, megalapítva a Wittelsbach-ház Pfalz-Neumarkti ágát.

## Halála
1412. október 28.-án a flensburgi kikötőben horgonyzó hajóján, Margit váratlanul meghalt. A roskilde-i katedrálisban temették el, ahol szarkofágja ma is megtekinthető.

## Megjelenése játékfilmben
- 2021-ben mutatták be Az észak királynője című, nagyszabású dán mozifilmet, Charlotte Sieling rendezésében, nemzetközi szereplőgárdával. Margit királynőt Trine Dyrholm formálja meg. A cselekmény a trónkövetelő Ál-Olaf 1402-es fellépéséből eredő válságot dolgozza fel.